# Arbane
De Arbane of Arbanne is een druivenras dat voor de productie van champagne mag worden gebruikt. De meeste champagnehuizen beperken zich tot gebruik van pinot noir, pinot meunier en chardonnay maar in de AOC champagne mogen ook arbane, petit meslier, pinot blanc en fromenteau oftewel pinot gris worden gebruikt. Net als bij de Italiaanse albana is de naam terug te voeren op het Latijnse "alba" wat "wit" betekent. De Albana van de Emilia-Romagna is niet dezelfde druif als de Arbane in de Champagne.
De Arbane wordt gebruikt door het huis Drappier. Het huis Moutard-Diligent in Buxeuil maakt een "Vielles Vignes" champagne van uitsluitend Arbane.
De wijnstokken zijn sterk maar vatbaar voor meeldauw. De kleine opbrengst van vrij kleine witte druiven rijpt pas in het midden van de herfst of laat in het seizoen. Dat pleit in de noordelijk gelegen Champagne niet in het voordeel van deze druif.
De Arbanne mag in Coteaux Champenois en Rosé des Riceys niet worden gebruikt. Ondanks de kleur van de druiven mag een champagne van Arbane niet als blanc de blancs worden verkocht.
Zoals gebruikelijk kreeg ook deze druif in de verschillende wijnstreken een eigen naam. Dat is albane (in Aube), arbane blanc, arbane du Bachet, arbanne (in Les Riceys en Moulins-en-Tonnerrois), arbanne blanche, arbenne, arbenne blanc, arbone, crène (in Balnot-sur-Laignes, Balnot-la-Grange en polisot), crene, crénillat (La Valla-en-Gier en Rive-de-Gier in het departement Loire) spreekt men van de crenillat en in Aube ook wel van de darbanne.